# Triumfetta tomentosa
Triumfetta tomentosa là một loài thực vật có hoa trong họ Cẩm quỳ. Loài này được Bojer ex Bouton miêu tả khoa học đầu tiên năm 1842.